# 片山 (新座市)
片山（かたやま）は、埼玉県新座市の町名。現行行政地名は片山一丁目から三丁目。郵便番号は352-0025。

## 地理
埼玉県新座市南部に位置する。東京都練馬区とも接している。かつては周辺も大字片山であったが、住居表示により大部分が分離した。

### 飛び地の存在
片山3丁目の中に練馬区西大泉町1179番地（広さ約1,860 ㎡）が飛び地として存在している。1974年（昭和49年）に同地を宅地造成する際、自治体間で飛び地を解消する（新座市に編入する）合意がなされたが、住民の一部が反対して現在に至る。同地の公共サービスは、ゴミ収集は練馬区、上下水道は新座市側が提供している。

## 歴史
もとは江戸期より存在した新座郡野方領に属する片山村で、古くは片山郷広沢荘に属したと云う。元禄郷帳には上片山村や下片山村などが記されており、元禄期ごろには片山村が上片山村他十ヶ村（片山十ヶ村）に分村したと云う。地名は崖がある地形による。崖下には七沢と称する七つの沢が流れていた。
- 1590年（天正18年）より徳川氏の所領となる[6]。
- 正保年間は幕府領および旗本桜井氏・神谷氏・田中氏・荒川氏・木村氏・拓殖氏・小野氏・米津氏ら（「片山七騎」、のちに「八騎」と称される）による相給となる[6]。
- 1871年（明治4年）11月14日 - 第1次府県統合により、入間県の管轄となる。
- 1873年（明治6年）6月15日 - 入間県が群馬県（第1次）と合併して熊谷県の管轄となる。
- 1875年（明治8年）4月8日 - 民費の増大のほか、同様村名が多く、各村の耕地が入り交じり実態が一村同様などの理由から[6]、野寺村、中沢村、十二天村、下中沢村（上片山村）、下片山村、石神村、原ケ谷戸村、辻村、掘ノ内村、栗原村（片山十ヶ村）が合併し、片山村が発足する。旧十ヶ村は片山村の字（小字）となる。
- 1876年（明治9年）8月21日 - 第2次府県統合により、埼玉県の管轄となる。
- 1879年（明治12年）3月17日 - 郡区町村編制法により成立した新座郡に属す。
- 1889年（明治22年）4月1日 - 町村制施行。片山村単独で新座郡片山村となる。
- 1896年（明治29年）3月29日 - 新座郡の北足立郡への編入に伴い、北足立郡に属す。
- 1955年（昭和30年）3月1日 - 片山村が大和田町と合併し、新座町が成立。片山村は新座町の大字片山となる[6]。
- 1970年（昭和45年）11月1日 - 市制施行により、新座市の大字となる。
- 1971年（昭和46年）12月1日 - 大字片山の一部から栄一丁目〜五丁目、池田一丁目〜五丁目が成立[6]。
- 1972年（昭和47年）7月1日 - 住居表示の実施に伴ない[6]、大字片山の一部から片山一丁目〜三丁目が成立[7]。同日、大字片山の一部から栗原一丁目〜六丁目、道場一丁目・二丁目、野寺一丁目〜五丁目、畑中二丁目・三丁目が成立[6]。また、同日、大字片山と大字野火止の各一部から畑中一丁目の一部が成立[6]。
- 1973年（昭和48年）7月1日 -  大字片山の一部から堀ノ内一丁目〜三丁目、石神二丁目〜四丁目が成立[6]。また、同日、大字片山と大字野火止の各一部から石神一丁目・五丁目が成立[6]。
- 1974年（昭和49年）8月1日 - 大字片山の一部から馬場一丁目～四丁目が成立[6]。
- 1975年（昭和50年）8月1日 - 大字片山の一部から野火止八丁目が成立[6]。
- 1982年（昭和57年）12月1日 - 大字片山から新塚が成立[8]。大字片山が消滅[8]。

## 世帯数と人口
2017年（平成29年）1月1日現在の世帯数と人口は以下の通りである。
| 丁目       | 世帯数    | 人口    |
| ---------- | --------- | ------- |
| 片山一丁目 | 999世帯   | 2,346人 |
| 片山二丁目 | 603世帯   | 1,467人 |
| 片山三丁目 | 1,430世帯 | 3,676人 |
| 計         | 3,032世帯 | 7,489人 |

## 小・中学校の学区
市立小・中学校に通う場合、学区（校区）は以下の通りとなる。
| 丁目       | 番地        | 小学校             | 中学校             |
| ---------- | ----------- | ------------------ | ------------------ |
| 片山一丁目 | 1～15       | 新座市立片山小学校 | 新座市立第三中学校 |
| 片山一丁目 | その他      | 新座市立片山小学校 | 新座市立第五中学校 |
| 片山二丁目 | 12～14      | 新座市立片山小学校 | 新座市立第五中学校 |
| 片山二丁目 | その他      | 新座市立片山小学校 | 新座市立第三中学校 |
| 片山三丁目 | 1～8 11・12 | 新座市立片山小学校 | 新座市立第三中学校 |
| 片山三丁目 | 9・10       | 新座市立片山小学校 | 新座市立第五中学校 |
| 片山三丁目 | その他      | 新座市立野寺小学校 | 新座市立第五中学校 |

## 交通

### 道路
- 東京都道・埼玉県道36号保谷志木線
- 産業道路

### 鉄道
鉄道空白地帯となる。西武池袋線保谷駅が距離的な最寄駅となるが、バス路線は下記駅間を結ぶものとなる。
| バス利用で利用可能駅                                                                |
| ----------------------------------------------------------------------------------- |
| 西武池袋線 - 大泉学園駅（SI11） - ひばりヶ丘駅（SI13） JR武蔵野線 - 新座駅（JM 29） |

### バス
- 西武バス新座営業所が街区内の路線を運行している。

## 施設
1丁目
- 新座市立片山小学校
- 新座市歴史民俗資料館

2丁目
- 美鈴幼稚園

3丁目
- 大和田運動場